# Samosoly
Samosoly (německy Samosol) jsou malá vesnice, část obce Pluhův Žďár v okrese Jindřichův Hradec v Jihočeském kraji. Nachází se asi dva kilometry na severozápad od Pluhova Žďáru na bývalé solné stezce. Rozkládá se na severozápadním svahu vrchu Hůrka (515 metrů), jehož severní strana klesá do údolí Dírenského potoka s bývalým mlýnem a funkční malou vodní elektrárnou. Na návsi stojí pod kaštany malá kaplička se zvoničkou. Obcí vede turistická stezka přes Pohoří do Kardašovy Řečice a do Červené Lhoty. Je zde evidováno 34 adres. V roce 2011 zde trvale žilo 49 obyvatel.
Samosoly jsou také název katastrálního území o rozloze 2,87 km².

## Historie
První písemná zmínka o vesnici pochází z roku 1350.

## Obyvatelstvo
| Rok            | 1869 | 1880 | 1890 | 1900 | 1910 | 1921 | 1930 | 1950 | 1961 | 1970 | 1980 | 1991 | 2001 | 2011 | 2021 |
| -------------- | ---- | ---- | ---- | ---- | ---- | ---- | ---- | ---- | ---- | ---- | ---- | ---- | ---- | ---- | ---- |
| Počet obyvatel | 151  | 157  | 156  | 137  | 136  | 161  | 149  | 117  | 110  | 90   | 90   | 58   | 42   | 49   | 55   |
| Počet domů     | 25   | 26   | 26   | 25   | 27   | 27   | 27   | 28   | 27   | 24   | 22   | 23   | 28   | 28   | 31   |

## Obecní správa
Při sčítání lidu v letech 1850–1920 Samosoly byly osadou obce Jižná, se kterým patřily nejprve do okresu Pelhřimov, ale v letech 1900–1910 v okrese Kamenice nad Lipou. V letech 1921–1975 byly samostatnou obcí, se kterým patřily nejprve do okresu Kamenice nad Lipou, ale od roku 1960 v okrese Jindřichův Hradec. Od 1. ledna 1976 jsou částí obce Pluhův Žďár v okrese Jindřichův Hradec.